# أنتي جاكيلين

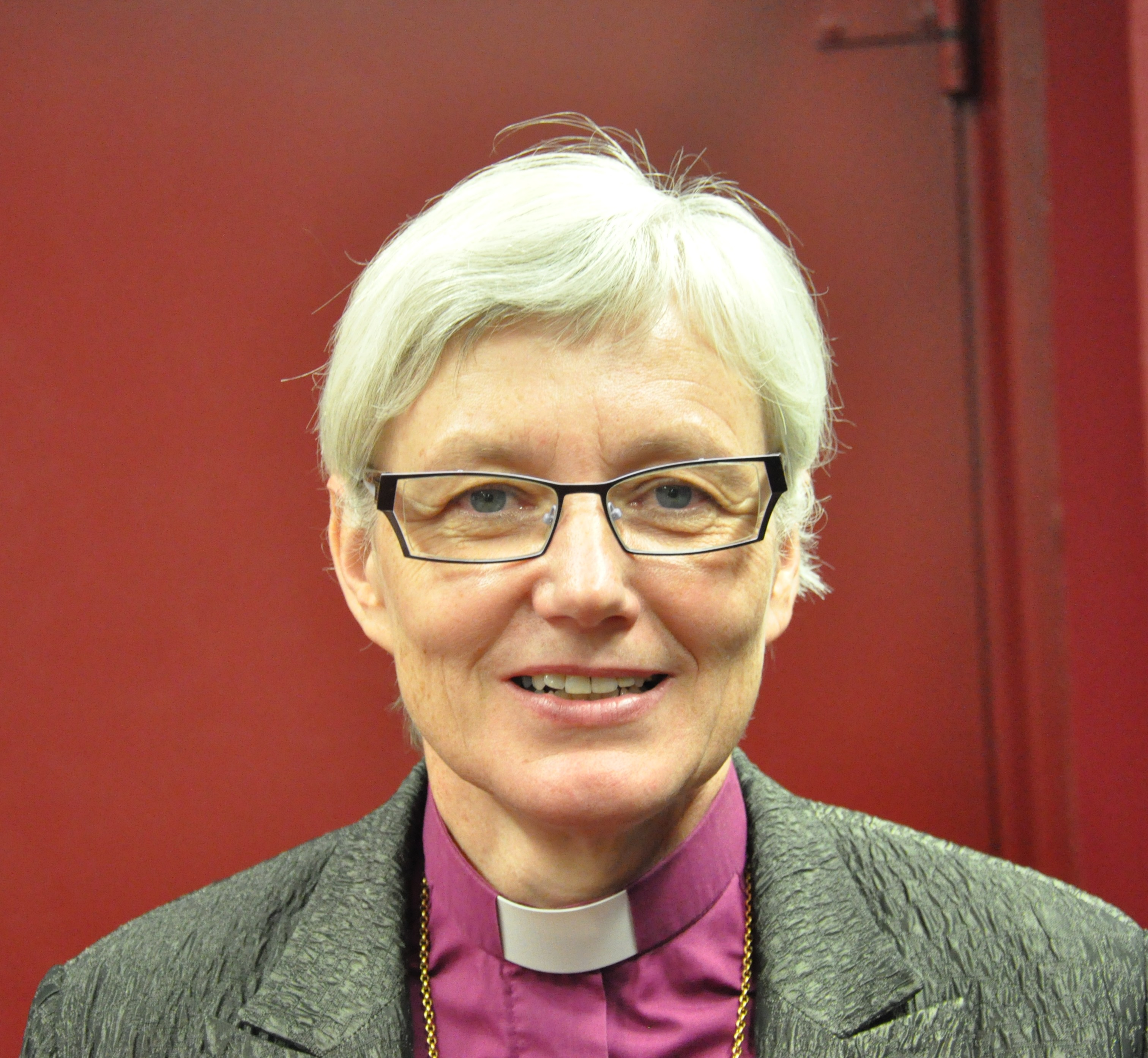
أنتي جاكيلين في 2011

أنتي جاكيلين (بالسويدية: Antje Jackelén) وهي قسيسة لوثرية سويدية ألمانية ولدت في يوم 4 يونيو 1955 في بلدة هارديك في شمال الراين-وستفاليا في ألمانيا الغربية، تتولى حالياً منصب رئيسة أساقفة كنيسة السويد و رئيسة أساقفة أوبسالا، حيث تخرجت بدرجة دكتوراه في اللاهوت من جامعة لوند، تعتبر جاكيلين أول امرأة تتولى منصب رئيسة أساقفة السويد وأول من سمحت بمباركة زواج المثليين في الكنيسة اللوثرية، كما سمحت بتعيين أساقفة وقساوسة مثليين جنسياً في الكنيسة.